# Кейп Жирардо (окръг, Мисури)
Окръг Кейп Жирардо (на английски: Cape Girardeau County) е окръг в щата Мисури, Съединени американски щати. Площта му е 1518 km², а населението - 73 243 души. Административен център е град Джаксън.